# Giro d'Italia 1938
Il Giro d'Italia 1938, ventiseiesima edizione della "Corsa Rosa", si svolse in diciotto tappe dal 7 maggio al 29 maggio 1938 su un percorso di 3645,8 km. Fu vinto dall'italiano Giovanni Valetti, davanti ai connazionali Ezio Cecchi e Severino Canavesi.
Alla gara non prese parte Gino Bartali, vincitore delle due precedenti edizioni, su decisione del governo per permettergli di prepararsi per il Tour de France.

## Tappe
| Tappa  | Data      | Percorso                               | km      | Vincitore di tappa | Leader cl. generale |
| ------ | --------- | -------------------------------------- | ------- | ------------------ | ------------------- |
| 1ª     | 7 maggio  | Milano > Torino                        | 182     | Marco Cimatti      | Marco Cimatti       |
| 2ª     | 8 maggio  | Torino > Sanremo                       | 204     | Mario Vicini       | Mario Vicini        |
| 3ª     | 9 maggio  | Sanremo > Santa Margherita Ligure      | 172     | Giovanni Gotti     | Cesare Del Cancia   |
| 4ª-1ª  | 10 maggio | Santa Margherita Ligure > La Spezia    | 81      | Giovanni Valetti   | Cesare Del Cancia   |
| 4ª-2ª  | 10 maggio | La Spezia > Montecatini Terme          | 110     | Walter Generati    | Cesare Del Cancia   |
|        | 11 maggio | giorno di riposo                       |         |                    |                     |
| 5ª     | 12 maggio | Montecatini Terme > Chianciano Terme   | 184     | Salvatore Crippa   | Cesare Del Cancia   |
| 6ª     | 13 maggio | Chianciano Terme > Rieti               | 160     | Adolfo Leoni       | Cesare Del Cancia   |
| 7ª-1ª  | 14 maggio | Rieti > Terminillo (cron. individuale) | 19,8    | Giovanni Valetti   | Cesare Del Cancia   |
| 7ª-2ª  | 14 maggio | Rieti > Roma                           | 152     | Cino Cinelli       | Cesare Del Cancia   |
| 8ª     | 15 maggio | Roma > Napoli                          | 234     | Raffaele Di Paco   | Cesare Del Cancia   |
|        | 16 maggio | giorno di riposo                       |         |                    |                     |
| 9ª     | 17 maggio | Napoli > Lanciano                      | 221     | Giordano Cottur    | Giovanni Valetti    |
| 10ª    | 18 maggio | Lanciano > Ascoli Piceno               | 149     | Raffaele Di Paco   | Giovanni Valetti    |
| 11ª    | 19 maggio | Ascoli Piceno > Ravenna                | 268     | Cino Cinelli       | Giovanni Valetti    |
| 12ª    | 20 maggio | Ravenna > Treviso                      | 199     | Raffaele Di Paco   | Giovanni Valetti    |
|        | 21 maggio | giorno di riposo                       |         |                    |                     |
| 13ª    | 22 maggio | Treviso > Trieste                      | 207     | Cesare Del Cancia  | Giovanni Valetti    |
| 14ª    | 23 maggio | Trieste > Belluno                      | 243     | Olimpio Bizzi      | Giovanni Valetti    |
|        | 24 maggio | giorno di riposo                       |         |                    |                     |
| 15ª    | 25 maggio | Belluno > Recoaro Terme                | 154     | Giovanni Valetti   | Giovanni Valetti    |
|        | 26 maggio | giorno di riposo                       |         |                    |                     |
| 16ª    | 27 maggio | Recoaro Terme > Bergamo                | 272     | Diego Marabelli    | Giovanni Valetti    |
| 17ª    | 28 maggio | Bergamo > Varese                       | 154     | Cesare Del Cancia  | Giovanni Valetti    |
| 18ª-1ª | 29 maggio | Varese > Locarno (CHE)                 | 100     | Leo Amberg         | Giovanni Valetti    |
| 18ª-2ª | 29 maggio | Locarno (CHE) > Milano                 | 180     | Olimpio Bizzi      | Giovanni Valetti    |
| Totale | Totale    | Totale                                 | 3 645,8 |                    |                     |

## Squadre e corridori partecipanti
Parteciparono alla corsa otto squadre professionistiche da massimo otto ciclisti l'una, e sette "gruppi" sportivi da massimo cinque ciclisti l'uno, per un totale di 94 ciclisti al via. Di questi, 50 giunsero al traguardo finale di Milano.
| N.    | Cod. | Squadra           |
| ----- | ---- | ----------------- |
| 1-8   | BIA  | Bianchi           |
| 9-15  | GAN  | Ganna             |
| 16-23 | DEI  | Dei               |
| 24-31 | OLY  | Olympia           |
| 32-37 | FRE  | Fréjus            |
| 38-45 | GLO  | Gloria-Ambrosiana |
| 46-53 | WOL  | Wolsit-S.C. Binda |
| 54-61 | LYG  | Lygie-Settebello  |

| N.      | Cod. | Squadra               |
| ------- | ---- | --------------------- |
| 71-75   | MOD  | U.C. Modenese         |
| 76-80   | LIT  | Il Littoriale         |
| 81-85   | MAN  | La Voce di Mantova    |
| 86-90   | AZZ  | U.S. Azzini           |
| 91-95   | CAN  | U.S. Canelli          |
| 96-100  | DOP  | G.S. Dopolavoro MATER |
| 101-105 | GRA  | Gruppo "A"            |

## Dettagli delle tappe

### 1ª tappa
- 7 maggio: Milano > Torino – 182 km

Risultati
| Pos. | Corridore        | Squadra | Tempo    |
| ---- | ---------------- | ------- | -------- |
| 1    | Marco Cimatti    | Lygie   | 5h00'00" |
| 2    | Raffaele Di Paco | Dei     | s.t.     |
| 3    | Osvaldo Bailo    | Bianchi | s.t.     |

### 2ª tappa
- 8 maggio: Torino > Sanremo – 204 km

Risultati
| Pos. | Corridore         | Squadra | Tempo    |
| ---- | ----------------- | ------- | -------- |
| 1    | Mario Vicini      | Lygie   | 6h34'10" |
| 2    | Cesare Del Cancia | Ganna   | s.t.     |
| 3    | Severino Canavesi | Gloria  | s.t.     |

### 3ª tappa
- 9 maggio: Sanremo > Santa Margherita Ligure – 172 km

Risultati
| Pos. | Corridore      | Squadra | Tempo    |
| ---- | -------------- | ------- | -------- |
| 1    | Giovanni Gotti | Dei     | 5h11'05" |
| 2    | Adolfo Leoni   | Bianchi | a 35"    |
| 3    | Michele Mara   | Bianchi | s.t.     |

### 4ª tappa-1ª semitappa
- 10 maggio: Santa Margherita Ligure > La Spezia – 81 km

Risultati
| Pos. | Corridore         | Squadra | Tempo    |
| ---- | ----------------- | ------- | -------- |
| 1    | Giovanni Valetti  | Fréjus  | 2h26'50" |
| 2    | Olimpio Bizzi     | Fréjus  | a 1'45"  |
| 3    | Severino Canavesi | Gloria  | s.t.     |

### 4ª tappa-2ª semitappa
- 10 maggio: La Spezia > Montecatini Terme – 110 km

Risultati
| Pos. | Corridore       | Squadra | Tempo    |
| ---- | --------------- | ------- | -------- |
| 1    | Walter Generati | Bianchi | 3h06'00" |
| 2    | Giovanni Gotti  | Dei     | s.t.     |
| 3    | Cino Cinelli    | Fréjus  | a 45"    |

### 5ª tappa
- 12 maggio: Montecatini Terme > Chianciano Terme – 184 km

Risultati
| Pos. | Corridore        | Squadra       | Tempo    |
| ---- | ---------------- | ------------- | -------- |
| 1    | Salvatore Crippa | Wolsit        | 5h18'54" |
| 2    | Remo Cerasa      | Il Littoriale | a 3'45"  |
| 3    | Michele Benente  | U.S. Canelli  | s.t.     |

### 6ª tappa
- 13 maggio: Chianciano Terme > Rieti – 160 km

Risultati
| Pos. | Corridore       | Squadra | Tempo    |
| ---- | --------------- | ------- | -------- |
| 1    | Adolfo Leoni    | Bianchi | 4h53'40" |
| 2    | Luigi Macchi    | Gloria  | s.t.     |
| 3    | Walter Generati | Bianchi | s.t.     |

### 7ª tappa-1ª semitappa
- 14 maggio: Rieti > Terminillo – Cronometro individuale – 19,8 km

Risultati
| Pos. | Corridore        | Squadra | Tempo  |
| ---- | ---------------- | ------- | ------ |
| 1    | Giovanni Valetti | Fréjus  | 53'26" |
| 2    | Giordano Cottur  | Lygie   | s.t.   |
| 3    | Aladino Mealli   | Wolsit  | a 28"  |

### 7ª tappa-2ª semitappa
- 14 maggio: Rieti > Roma – 152 km

Risultati
| Pos. | Corridore       | Squadra | Tempo    |
| ---- | --------------- | ------- | -------- |
| 1    | Cino Cinelli    | Fréjus  | 4h30'00" |
| 2    | Olimpio Bizzi   | Fréjus  | s.t.     |
| 3    | Diego Marabelli | Bianchi | s.t.     |

### 8ª tappa
- 15 maggio: Roma > Napoli – 234 km

Risultati
| Pos. | Corridore        | Squadra | Tempo    |
| ---- | ---------------- | ------- | -------- |
| 1    | Raffaele Di Paco | Dei     | 7h08'40" |
| 2    | Olimpio Bizzi    | Fréjus  | s.t.     |
| 3    | Adolfo Leoni     | Bianchi | s.t.     |

### 9ª tappa
- 17 maggio: Napoli > Lanciano – 221 km

Risultati
| Pos. | Corridore        | Squadra | Tempo    |
| ---- | ---------------- | ------- | -------- |
| 1    | Giordano Cottur  | Lygie   | 7h17'07" |
| 2    | Giovanni Valetti | Fréjus  | s.t.     |
| 3    | Olimpio Bizzi    | Fréjus  | s.t.     |

### 10ª tappa
- 18 maggio: Lanciano > Ascoli Piceno – 149 km

Risultati
| Pos. | Corridore        | Squadra | Tempo    |
| ---- | ---------------- | ------- | -------- |
| 1    | Raffaele Di Paco | Dei     | 3h47'06" |
| 2    | Olimpio Bizzi    | Fréjus  | a 32"    |
| 3    | Diego Marabelli  | Bianchi | s.t.     |

### 11ª tappa
- 19 maggio: Ascoli Piceno > Ravenna – 268 km

Risultati
| Pos. | Corridore        | Squadra       | Tempo    |
| ---- | ---------------- | ------------- | -------- |
| 1    | Cino Cinelli     | Fréjus        | 7h11'38" |
| 2    | Raffaele Di Paco | Dei           | s.t.     |
| 3    | Pietro Chiappini | Il Littoriale | s.t.     |

### 12ª tappa
- 20 maggio: Ravenna > Treviso – 199 km

Risultati
| Pos. | Corridore        | Squadra       | Tempo    |
| ---- | ---------------- | ------------- | -------- |
| 1    | Raffaele Di Paco | Dei           | 5h35'15" |
| 2    | Pietro Rimoldi   | Ganna         | s.t.     |
| 3    | Pietro Chiappini | Il Littoriale | s.t.     |

### 13ª tappa
- 22 maggio: Treviso > Trieste – 207 km

Risultati
| Pos. | Corridore          | Squadra | Tempo    |
| ---- | ------------------ | ------- | -------- |
| 1    | Cesare Del Cancia  | Ganna   | 9h23'12" |
| 2    | Ezio Cecchi        | Gloria  | s.t.     |
| 3    | Camille Michielsen | Ganna   | s.t.     |

### 14ª tappa
- 23 maggio: Trieste > Belluno – 243 km

Risultati
| Pos. | Corridore      | Squadra | Tempo    |
| ---- | -------------- | ------- | -------- |
| 1    | Olimpio Bizzi  | Fréjus  | 8h12'48" |
| 2    | Cino Cinelli   | Fréjus  | s.t.     |
| 3    | Pietro Rimoldi | Ganna   | s.t.     |

### 15ª tappa
- 25 maggio: Belluno > Recoaro Terme – 154 km

Risultati
| Pos. | Corridore         | Squadra      | Tempo    |
| ---- | ----------------- | ------------ | -------- |
| 1    | Giovanni Valetti  | Fréjus       | 7h55'28" |
| 2    | Ezio Cecchi       | Gloria       | a 1'46"  |
| 3    | Settimio Simonini | U.S. Canelli | a 3'11"  |

### 16ª tappa
- 27 maggio: Recoaro Terme > Bergamo – 272 km

Risultati
| Pos. | Corridore         | Squadra | Tempo    |
| ---- | ----------------- | ------- | -------- |
| 1    | Diego Marabelli   | Bianchi | 7h57'40" |
| 2    | Giovanni Gotti    | Dei     | s.t.     |
| 3    | Severino Canavesi | Gloria  | s.t.     |

### 17ª tappa
- 28 maggio: Bergamo > Varese – 154 km

Risultati
| Pos. | Corridore         | Squadra | Tempo    |
| ---- | ----------------- | ------- | -------- |
| 1    | Cesare Del Cancia | Ganna   | 4h49'18" |
| 2    | Sauveur Ducazeaux | Dei     | s.t.     |
| 3    | Pietro Rimoldi    | Ganna   | a 13"    |

### 18ª tappa-1ª semitappa
- 28 maggio: Varese > Locarno – 100 km

Risultati
| Pos. | Corridore           | Squadra       | Tempo    |
| ---- | ------------------- | ------------- | -------- |
| 1    | Leo Amberg          | Olympia       | 2h37'50" |
| 2    | Georges Christiaens | Ganna         | a 9'35"  |
| 3    | Remo Cerasa         | Il Littoriale | s.t.     |

### 18ª tappa-2ª semitappa
- 28 maggio: Locarno > Milano – 180 km

Risultati
| Pos. | Corridore      | Squadra | Tempo    |
| ---- | -------------- | ------- | -------- |
| 1    | Olimpio Bizzi  | Fréjus  | 5h57'55" |
| 2    | Pietro Rimoldi | Ganna   | s.t.     |
| 3    | Cino Cinelli   | Fréjus  | s.t.     |

## Evoluzione delle classifiche
| Tappa              | Vincitore          | Classifica generale Maglia rosa | Classifica scalatori | Classifica aggruppati Maglia bianca | Classifica a squadre | Classifica a gruppi |
| ------------------ | ------------------ | ------------------------------- | -------------------- | ----------------------------------- | -------------------- | ------------------- |
| 1                  | Marco Cimatti      | Marco Cimatti                   | non assegnata        | Edoardo Molinar                     | Bianchi              | Il Littoriale       |
| 2                  | Mario Vicini       | Mario Vicini                    | Mario Vicini         | Settimio Simonini                   | Bianchi              | U.S. Canelli        |
| 3                  | Giovanni Gotti     | Cesare Del Cancia               | Mario Vicini         | Settimio Simonini                   | Bianchi              | Il Littoriale       |
| 4-1ª               | Giovanni Valetti   | Cesare Del Cancia               | Mario Vicini         | Settimio Simonini                   | Bianchi              | Dopolavoro MATER    |
| 4-2ª               | Walter Generati    | Cesare Del Cancia               | Mario Vicini         | Settimio Simonini                   | Bianchi              | Dopolavoro MATER    |
| 5                  | Salvatore Crippa   | Cesare Del Cancia               | Giovanni Valetti     | Michele Benente                     | Bianchi              | U.S. Canelli        |
| 6                  | Adolfo Leoni       | Cesare Del Cancia               | Giovanni Valetti     | Michele Benente                     | Bianchi              | Il Littoriale       |
| 7-1ª               | Giovanni Valetti   | Cesare Del Cancia               | Giovanni Valetti     | Michele Benente                     | Bianchi              | Il Littoriale       |
| 7-2ª               | Cino Cinelli       | Cesare Del Cancia               | Giovanni Valetti     | Michele Benente                     | Bianchi              | Il Littoriale       |
| 8                  | Raffaele Di Paco   | Cesare Del Cancia               | Giovanni Valetti     | Michele Benente                     | Bianchi              | Il Littoriale       |
| 9                  | Giordano Cottur    | Giovanni Valetti                | Giovanni Valetti     | Michele Benente                     | Fréjus               | Dopolavoro MATER    |
| 10                 | Raffaele Di Paco   | Giovanni Valetti                | Giovanni Valetti     | Michele Benente                     | Fréjus               | Il Littoriale       |
| 11                 | Cino Cinelli       | Giovanni Valetti                | Giovanni Valetti     | Michele Benente                     | Fréjus               | Il Littoriale       |
| 12                 | Raffaele Di Paco   | Giovanni Valetti                | Giovanni Valetti     | Michele Benente                     | Fréjus               | U.S. Canelli        |
| 13                 | Cesare Del Cancia  | Giovanni Valetti                | Giovanni Valetti     | Michele Benente                     | Bianchi              | U.S. Canelli        |
| 14                 | Olimpio Bizzi      | Giovanni Valetti                | Giovanni Valetti     | Michele Benente                     | Bianchi              | U.S. Canelli        |
| 15                 | Giovanni Valetti   | Giovanni Valetti                | Giovanni Valetti     | Settimio Simonini                   | Gloria-Ambrosiana    | U.S. Canelli        |
| 16                 | Diego Marabelli    | Giovanni Valetti                | Giovanni Valetti     | Settimio Simonini                   | Gloria-Ambrosiana    | U.S. Canelli        |
| 17                 | Cesare Del Cancia  | Giovanni Valetti                | Giovanni Valetti     | Settimio Simonini                   | Gloria-Ambrosiana    | U.S. Canelli        |
| 18-1ª              | Leo Amberg         | Giovanni Valetti                | Giovanni Valetti     | Settimio Simonini                   | Gloria-Ambrosiana    | U.S. Canelli        |
| 18-2ª              | Olimpio Bizzi      | Giovanni Valetti                | Giovanni Valetti     | Settimio Simonini                   | Gloria-Ambrosiana    | U.S. Canelli        |
| Classifiche finali | Classifiche finali | Giovanni Valetti                | Giovanni Valetti     | Settimio Simonini                   | Gloria-Ambrosiana    | U.S. Canelli        |

## Classifiche finali

### Classifica generale - Maglia rosa
| Pos. | Corridore         | Squadra      | Tempo      |
| ---- | ----------------- | ------------ | ---------- |
| 1    | Giovanni Valetti  | Fréjus       | 112h49'28" |
| 2    | Ezio Cecchi       | Gloria       | a 8'52"    |
| 3    | Severino Canavesi | Gloria       | a 9'06"    |
| 4    | Settimio Simonini | U.S. Canelli | a 15'50"   |
| 5    | Michele Benente   | U.S. Canelli | a 19'40"   |
| 6    | Walter Generati   | Bianchi      | a 22'02"   |
| 7    | Cesare Del Cancia | Ganna        | a 24'07"   |
| 8    | Karl Litschi      | Olympia      | a 29'24"   |
| 9    | Ruggero Balli     | Bianchi      | a 32'23"   |
| 10   | Adalino Mealli    | Wolsit       | a 38'38"   |

### Classifica del Gran Premio della Montagna
| Pos. | Corridore         | Squadra      | Punti |
| ---- | ----------------- | ------------ | ----- |
| 1    | Giovanni Valetti  | Fréjus       | 29    |
| 2    | Giordano Cottur   | Lygie        | 26    |
| 3    | Ezio Cecchi       | Gloria       | 18    |
| 4    | Settimio Simonini | U.S. Canelli | 13    |
| 5    | Karl Litschi      | Olympia      | 9     |

### Classifica aggruppati - Maglia bianca
| Pos. | Corridore         | Squadra       | Tempo      |
| ---- | ----------------- | ------------- | ---------- |
| 1    | Settimio Simonini | U.S. Canelli  | 113h05'17" |
| 2    | Michele Benente   | U.S. Canelli  | a 3'57"    |
| 3    | Richard Menapace  | D. MATER      | a 1h04'56" |
| 4    | Remo Cerasa       | Il Littoriale | a 2h05'29" |
| 5    | Zaurino Guidi     | Il Littoriale | a 2h08'03" |

### Classifica a squadre
| Pos. | Squadra           | Tempo      |
| ---- | ----------------- | ---------- |
| 1    | Gloria-Ambrosiana | 340h05'28" |
| 2    | Bianchi           | a 3'06"    |
| 3    | Fréjus            | a 51'18"   |
| 4    | Ganna             | a 1h49'00" |
| 5    | Wolsit-S.C. Binda | a 4h22'32" |